# Относителна апертура
В оптиката относителната апертура е безразмерна числова величина, характеризираща ефективния отвор (блендата) на една оптическа система. Дефинира се като отношението на фокусното разстояние на обектива към диаметъра (или 2R) на входната зеница (или диаметъра на отвора на диафрагмата, какъвто той изглежда през предната страна на обектива).
{\displaystyle \kappa ={f \over D}}
Числена апертура се нарича обратното отношение.
{\displaystyle \mathbb {N} ={D \over f}}
Върху корпуса на фотографските обективи са маркирани стойности на числените апертури в цели стопове 1; 1,4; 2; 2,8; 4; 5,6; 8; 11; 16; 22. На маркираното място диафрагмата на обектива затваря отвора на обектива в геометрична прогресия в този ред и намалява два пъти светлинния поток спрямо предходната по-малка стойност. За да се получи същата експозиция, т.е. същата осветеност на фотографския филм или светочувствителната сензорна матрица, времето за експониране трябва да се увеличи два пъти.